# Гай Корнелий Рар Секстий
Гай Корнелий Рар Секстий (лат. Gaius Cornelius Rarus Sextius (Naso); умер после 110 года) — консул-суффект 93 года, проконсул Африки в 108 или 109 году.
Последняя часть имени утрачена; возможно, Назон (Naso).
Вероятно, в его проконсульство началось строительство Арки Траяна в Лептис-Магне, хотя к моменту завершения строительства Гай Корнелий Рар уже не был проконсулом, его сменил Квинт Помпоний Руф.
Входил в коллегию квиндецемвиров священнодействий (Quindecimviri sacris faciundis).
Единственный источник биографических сведений — мраморная плита начала II века, которая, по-видимому, являлась частью Арки Траяна (восточная стена) и была установлена в начале строительства. Плита и текст на ней плохо сохранились.

C(aius) Cornelius Rarus Sextius Na[•• ? ••] co(n)s(ul) XV[uir]
sacris faciu[ndis•• ? ••]
proco(n)s(ul) prou[inc(iae) Africae •• ? ••]
— 